# 岡崎展久
岡崎 展久（おかざき のぶひさ、1960年1月11日 - ）は、日本の男性俳優。兵庫県出身。身長172cm、血液型はB型。文学座付属演劇研究所25期生。三木プロダクション所属。以前は、サワズカムパニーに所属していた。旧芸名は、岡崎 浩一。

## 経歴
- 神戸大学文学部国文科卒。野口武彦教授の指導で、小林秀雄の研究[1]。
- 馬術部では「明凌王号」で全日本馬術連盟優秀選手に選ばれる[1]。
- 神戸の女子高で一年間教鞭を執った経験を持つ[1]。

## 出演作品

### テレビドラマ
- 男女7人秋物語（1987年10月9日〜12月18日、TBS）
- 土曜ワイド劇場　江戸川乱歩の美女シリーズ（テレビ朝日） -　小林（少年） 役　※北大路欣也主演作品
  - 「日時計館の美女」第4作（1988年5月14日）
  - 「神戸六甲まぼろしの美女」第5作（1989年8月26日）
  - 「妖しい稲妻の美女」第6作（1990年4月14日）
- 空に星があるように（1988年1月13日〜3月23日、TBS）
- 銀河テレビ小説　新橋烏森口青春篇（1988年11月21日〜12月9日、NHK）
- 月曜ドラマスペシャル　お局さまはハイミス管理職　第2作 （1990年5月28日、TBS）
- ラストダンス（1990年7月2日〜9月28日、東海テレビ）
- 男と女のミステリー　天皇陛下の野球チーム（1990年11月23日、フジテレビ）
- ドラマシティ　愛は仁義 （1992年4月9日、よみうりテレビ）
- サラリーマン金太郎　第3シリーズ　Fight9（2002年3月3日、TBS）※TBSドラマ版・高橋克典主演作品
- 土曜プレミアム『裸の大将 長野編〜放浪の虫が動き出したので〜』第1作（2007年9月1日、フジテレビ）※塚地武雅主演作品
- 非婚同盟（2009年1月5日〜4月3日、東海テレビ）

### テレビ番組
- 英語ビジネスワールド（1998年4月8日〜2003年4月2日、NHK教育）
- 日本語講座・テレビ英会話（NHK教育）

### 舞台
- 筒井ワールド4（シアターΧ(カイ)）
- 西鶴の女（深川江戸資料館）
- 名作劇場・檻の中（シアターΧ(カイ)）
- 軽井沢物語（錦糸町スタジオ）
- 時の物置（調布市せんがわ劇場）

### CM
- ネスカフェ
- セガ
- 綜合警備保障
- 三菱石油

### テレビアニメ
2007年
- ラブ☆コン（相手チーム）

2010年
- 閃光のナイトレイド

### 劇場アニメ
1997年
- もののけ姫

### ナレーション
- 新党さきがけ

### その他
- 〈VP（ビデオパッケージ）〉日本商工会議所